# Four Seasons Private Residences Bangkok
Four Seasons Private Residences Bangkok es un rascacielos residencial de 73 plantas situado en el distrito de Sathon de Bangkok (Tailandia). La torre tiene una altura total de 299.5 metros y contiene 355 apartamentos.

## Historia

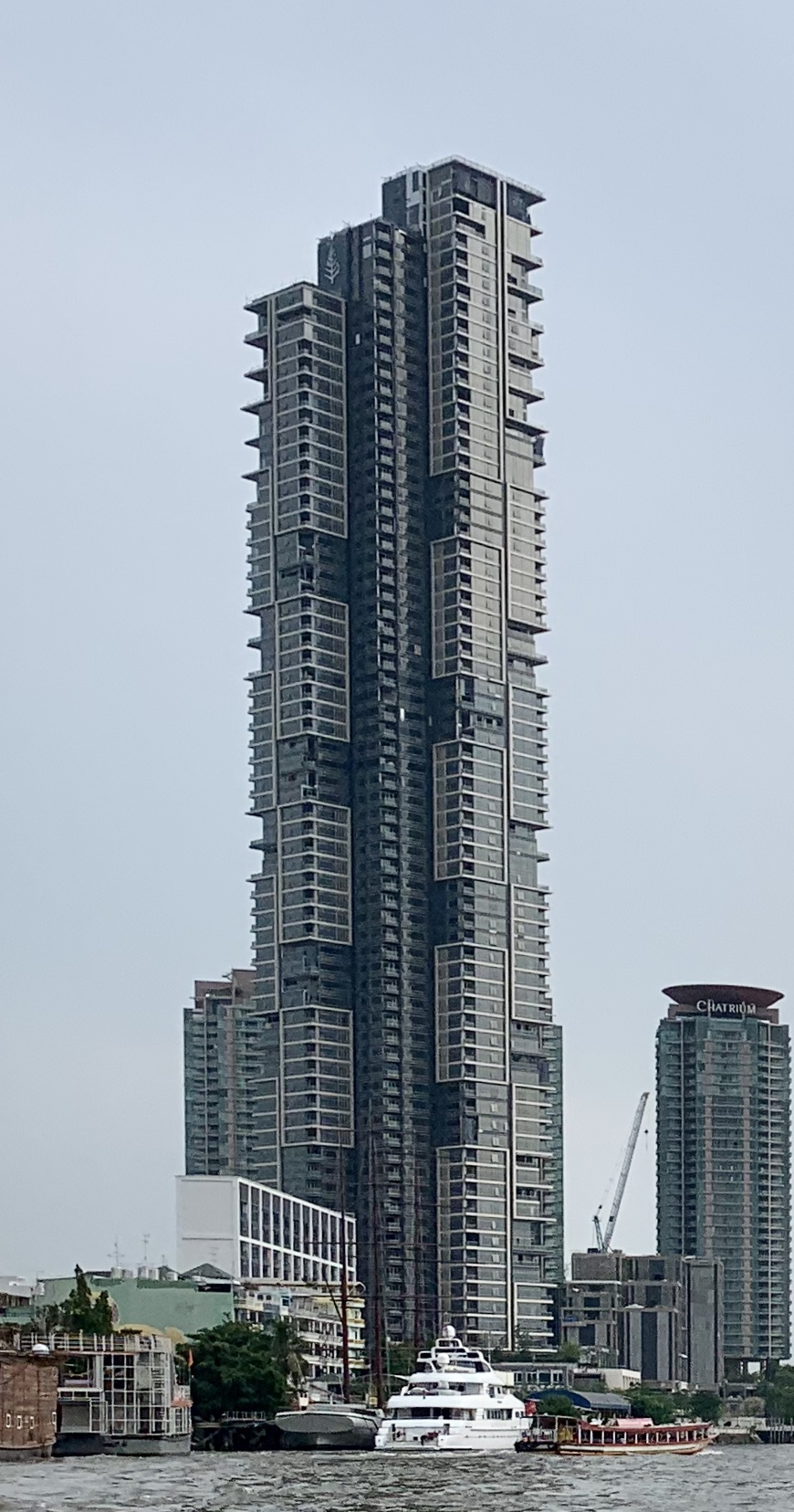
El edificio desde el río.

El edificio fue propuesto en 2012 y su construcción empezó en 2015 y concluyó en 2019. Es el cuarto edificio más alto de Bangkok y de Tailandia, el 13.º edificio más alto del Sudeste Asiático y el 23.º edificio residencial más alto del mundo.
Tiene vistas desde primera línea del río Chao Phraya y destaca entre otros edificios residenciales por su altura. La torre es propiedad de Four Seasons Hotels and Resorts y está diseñada para ser un lugar de residencia permanente o temporal. Los materiales de construcción utilizados fueron principalmente vidrio y hormigón.
La construcción del edificio forma parte de un boom residencial en Bangkok como consecuencia de que la ciudad recibe cada vez más turistas y residentes. Ha sido definido como «uno de los últimos solares de oro de Bangkok» debido a la gran población de la ciudad y el escaso espacio disponible para edificar.
El coste del proyecto fue de 32 000 millones de baht. Durante su construcción se prestó una gran atención a la venta de apartamentos y el 70 % de ellos estaban vendidos en septiembre de 2020, durante el pico de la pandemia de COVID-19.